# Pomnik czerwonoarmisty w Chocni
Pomnik czerwonoarmisty w Chocni (czes. Socha rudoarmějce, także: Pomnik Wyzwolenia, czes. Pomník Osvobození) – pomnik w formie statui na cokole zlokalizowany na skwerze nad Cichą Orlicą w czeskim mieście Choceň (kraj pardubicki), na narożniku ulic Masaryka i Beneša.

## Opis
Pomnik ma wysokość 203 cm, szerokość 70 cm i głębokość 100 cm. Rozmiary cokołu to 170 x 145 x 225 cm. Obiekt wykonano z piaskowca z elementami metalowymi. Na rzedniej stronie cokołu znajdują się metalowe numery (data) „1945”. Na odwrotnej stronie wyryto datę „1951” oraz cyfry „3” i „6”. Nad datą „1945” widoczne jest miejsce po usuniętej pięcioramiennej gwieździe. Autorem rzeźby był Inocenc Brázdil we współpracy z praskim rzeźbiarzem Janem Komárkiem.

## Uszkodzenie i represje
24 października 1954 nieznany sprawca uszkodził pomnik, poprzez oderwanie głowy żołnierza. Represje reżimu komunistycznego dotknęły wówczas rodzinę Stráníków, która działała w ruchu sokolskim. W grudniu 1954 roku sąd skazał Jaroslava Stráníka na 1 i ¾ roku więzienia za zbrodnię działalności wywrotowej przeciwko republice (odbywał wyrok w kopalni uranu w Jáchymovie), a jego siostrę Jarmilę na 2 i ¼ roku więzienia (była osadzona w Bratysławie). Amnestia prezydencka z 9 maja 1955 pozwoliła obojgu powrócić do domu. Represjonowano także dzieci Jaroslava w wieku szkolnym. W 1990 wszyscy zostali zrehabilitowani i otrzymali niewielkie odszkodowanie.